# Antonie Janisch

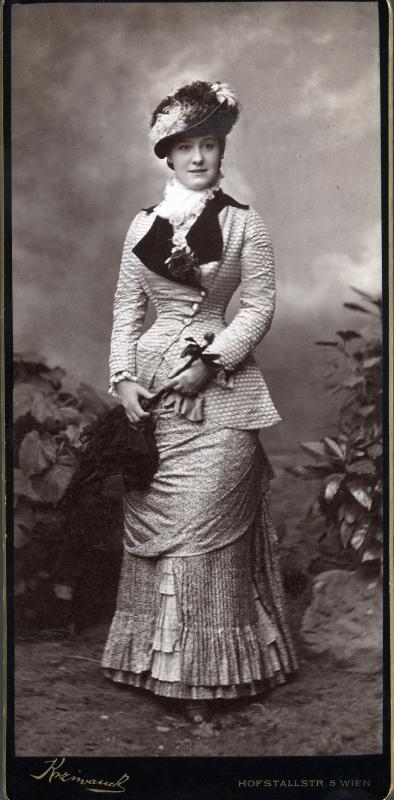
Antonie Janisch

Antonie Janisch (* 9. Mai 1848 in Wien; † 12. Oktober 1920 ebenda) war Schauspielerin am Wiener k.k. Hof-Burgtheater.

## Leben und Wirken
Sie empfing beim Ehepaar Zerline und Ludwig Gabillon ihren Schauspielunterricht und erregte Laubes Interesse, der sie 1867 als Melitta (Sappho) im Hof-Burgtheater auftreten ließ. Der Erfolg war kein recht glücklicher, und Laube ließ die Künstlerin nach Berlin ziehen, wo sie am Wallner-Theater engagiert wurde.
1869 gewann sie Direktor Chéri Maurice für sein Hamburger Thalia Theater, auf dem sie bald so Erfreuliches leistete, dass sie Franz von Dingelstedt 1872 zu einem Gastspiel nach Wien berief und sofort für das Hof-Burgtheater engagierte.
Ein Jahr später vermählte sie sich mit Graf Ludwig Arco-Valley und entsagte infolgedessen der Kunst. Das Hof-Burgtheater belegte sie 1874 mit einer Konventionalstrafe.
1875 kehrte Janisch nach einem Gastspiel in Sankt Petersburg zum Hof-Burgtheater zurück, wo sie bis 1882 im Engagement blieb. Nach Bühnenverpflichtungen in Deutschland, England und Amerika kam sie 1892 erneut an das Hof-Burgtheater und trat 1893 in den Ruhestand. Ihre Hauptstärke hatte sie als naiv-sentimentale Liebhaberin (Das Käthchen von Heilbronn etc.).
Die Künstlerin verbrachte ihren letzten Lebensjahre zurückgezogen in Wien-Hütteldorf, auf dessen Friedhof sie am 16. Oktober 1920 bestattet wurde.